# M-66 (moździerz)
M-66 – izraelski moździerz kalibru 160 mm produkcji Soltam Systems. Był projektem fińskiej firmy Oy Tampella Ab, która ostatecznie rozwinęła go w Izraelu po połączeniu się z Solel Boneh Ltd i rozpoczęła produkcję w latach 60. XX wieku. Produkowany w latach 1968–1985 moździerz znajdował się na wyposażeniu Sił Obronnych Izraela, a także był produktem eksportowym.

## Historia
Broń ta powstawać zaczęła jako projekt fińskiej firmy zbrojeniowej Oy Tampella Ab. W latach 50. XX wieku fińska armia wstrzymała finansowanie tego projektu. Dalszy jego rozwój nastąpił w Izraelu, gdzie Oy Tampella połączyła się z firmą Solel Boneh Ltd i stworzyła Soltam Systems. Dzięki kontaktom handlowym Oy Tampella na świecie Soltam Systems była w stanie importować, jako części rolnicze, elementy do produkcji moździerzy i osprzętu artyleryjskiego. W ten sposób Soltam rozwinęła zapoczątkowany jeszcze w Finlandii projekt moździerza M-58 kalibru 160 mm. W latach 60. XX wieku firma zaproponowała armii izraelskiej projekt M-66 jako broń mogącą zapewnić siłom zbrojnych dużą siłę ognia. Od 1968 roku moździerz został zamontowany na podwoziu czołgu Sherman. W ten sposób otrzymano moździerz samobieżny o dużym kalibrze o nazwie Makmat. W 1985 roku zaprzestano jego produkcji.

## Konstrukcja
M-66 to moździerz gładkolufowy ładowany odprzodowo. Lufa ma długość 2,85 m, a sama broń gotowa do użycia waży 1700 kg (1450 kg bez płyty oporowej). Ciężar i stabilizacja lufy opierają się nie na płycie oporowej, a na ruchomej podporze. Ponadto, w celu załadowania moździerza podpora jest opuszczana, aby po załadowaniu, przy pomocy mechanizmu sprężynowego, powrócić do pierwotnej pozycji. Na dole moździerza znajduje się część zamkowa odpowiedzialna za wystrzelenie pocisku. Mechanizm blokady kół pozwala obsłudze na obrót broni w miejscu o 360°.
Moździerz wystrzeliwuje pociski o masie 38 kg, w tym 5 kg to TNT. Minimalny zasięg moździerza to 600 m, a maksymalny 9,6 km. Kąt ostrzału zawiera się w przedziale od +43° do +70° w pionie.
Konstrukcja oraz waga moździerza wymaga jego obsługi przez 6-8 żołnierzy.

### Makmat
Makmat (hebr. מכמ''ת, akronim od מרגמה כבדה מתנייעת, margema kweda mitna’ajat) to ciężki moździerz samobieżny powstały poprzez zamontowanie moździerza M-66 na podwoziu czołgu Sherman. Powstanie tego pojazdu było wynikiem próby połączenia siły ognia M-66 i mobilności podwozia czołgu. Załogę stanowiło 8 osób, a szybkostrzelność wynosiła 5 strz./min. Pierwszy raz Makmat wszedł do służby w 1968 roku i był produkowany do 1985 roku. Jako pierwsze otrzymały go oddziały mające zapewniać wsparcie artyleryjskie na granicach izraelsko-libańskiej i izraelsko-syryjskiej podczas wojny na wyczerpanie. Następnie Makmat wykorzystywany był podczas wojny Jom Kipur i operacji „Pokój dla Galilei”.
Makmat ważył 36 ton. Prędkość maksymalna pojazdu wynosiła 43 km/h.

## Użytkownicy
Prócz Sił Obronnych Izraela moździerz M-66, również pod swoją pierwotną nazwą M-58, był użytkowany przez:
- Ekwador,
- Honduras,
- Indie,
- Singapur,
- Armię Południowego Libanu[7].